# Akarassos
Akarassos war eine antike Stadt in der kleinasiatischen Landschaft Kabalia, die politisch meist zu Lykien gerechnet wurde.
Die Stadt, die mit hoher Wahrscheinlichkeit an der Stelle des heutigen Elmalı lag,  war in der Spätantike Sitz eines Bischofs; auf das Bistum geht das Titularbistum Acarassus der römisch-katholischen Kirche zurück.